# Сільське господарство Узбекистану
Сільське господарство Узбекистану — галузь узбецької економіки. Займає 44 % робочої сили країни і охоплює 17,6 % від ВВП країни. Орні землі становлять 4,4 млн га землі або близько 10 відсотків від загальної площі Узбекистану. Пустельні пасовища покривають майже 50 відсотків від загальної території країни, але в цих землях заводять овець.

## Сільськогосподарське виробництво

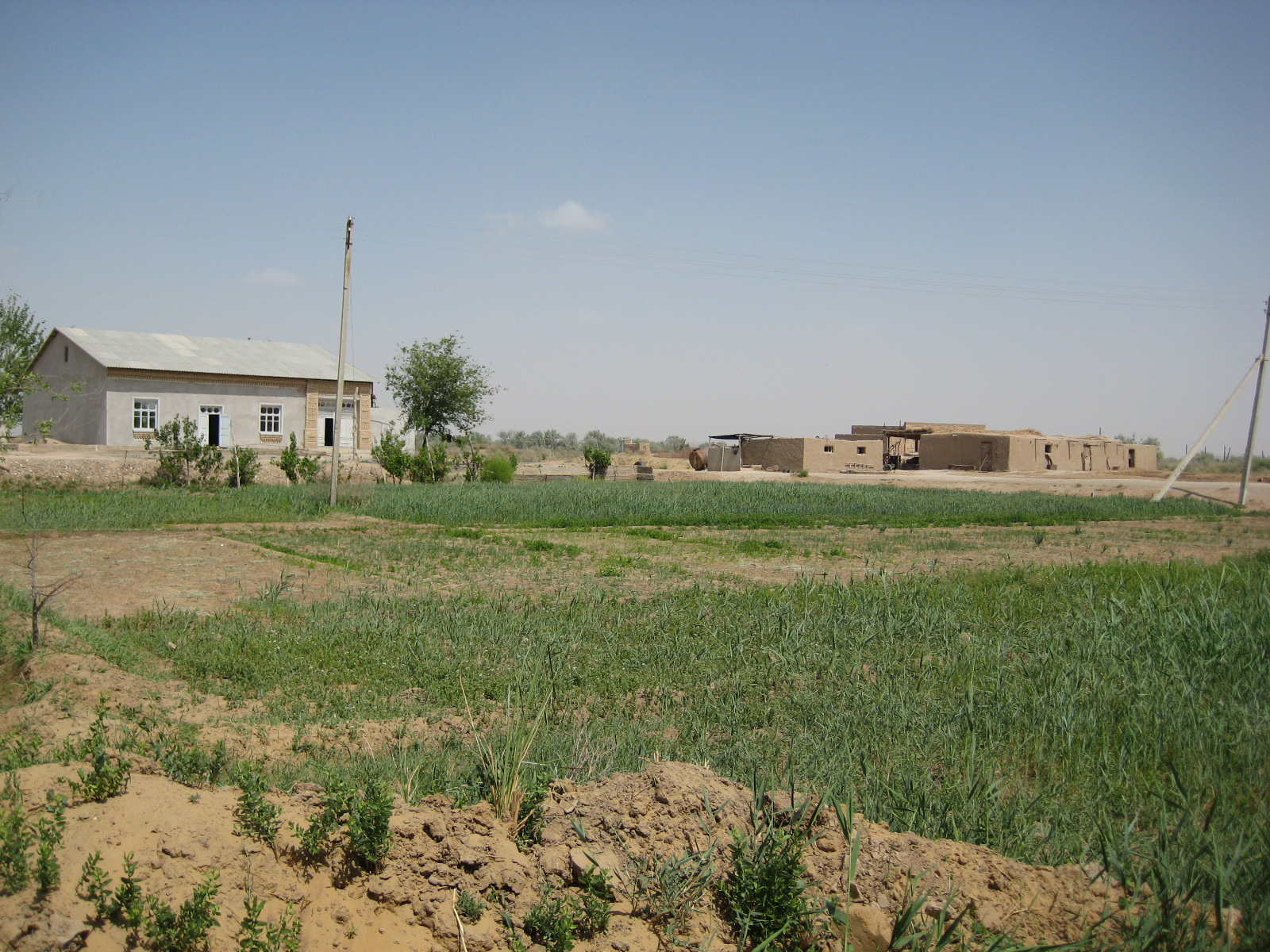
Типове дехканське господарство у Хорезмській області.

- Бавовна є основною сільськогосподарською культурою в Узбекистані, яка становить 17 відсотків від її експорту. Річний обсяг виробництва бавовни становить близько 1 мільйона тонн волокна, що становить 4 -5 % від світового виробництва бавовни. Також Узбекистан експортує 700—800 тис. тонн бавовни на світовий ринок, що становить 10 відсотків від світового експорту. Республіка Узбекистан є шостим за величиною виробником і другим за величиною експортером бавовни у світі[2][3]. В часи Радянського Союзу збори бавовни становили 6 млн тонн. Після набуття незалежності, посівна площа бавовни була знижена з 1,8 млн га (1990 рік) до 1,4 млн гектарів (2006 рік), у той час як площа зернової культури збільшилася з 1,0 млн га до 1,6 млн га. Причиною може бути екологія, оскільки використання великої кількості води, необхідної для зрошення і удобрювання земель під виробництво бавовни, сприяє висиханню Аральського моря і сильному забрудненню ґрунту прилеглих районів[4].

- Основні зернові культури Узбекистану: пшениця, ячмінь, кукурудза, а також рис, які вирощуються в інтенсивно зрошуваних оазах. У незначних кількостях вирощують кунжут, цибулю, льон, і тютюн[5]. Свіжі фрукти в основному вживаються на внутрішньому ринку країни, водночас сухофрукти експортуються. Узбецькі кавуни, відомі своїм тривалим життям і унікальним смаком, користуються значним попитом у великих містах СНД[6].

- У Бухарі та її околицях розводять овець Каракульської породи, шкури яких є традиційним експортним товаром, але їх внесок у загальний обсяг експорту сьогодні незначний. Виробництво шкур Каракульської породи овець скоротилося із 1,4 млн штук (1990 рік) до 700 тис. штук (2004 рік)[7]. Велику рогату худобу, овець і курей розводять переважно для отримання м'яса. В Узбекистані розводять близько 3 млн. корів, які виробляють 5 млн літрів молока щорічно. За статистикою, одна корова дає 1600 літрів молока. Цей показник є одним із найнижчих у СНД (у порівнянні з 2500 літрів на одну корову в рік у Росії, Україні та Молдові) і гнітюче низьким у порівнянні з країнами Європейського Союзу чи Північної Америки.

- З 4 століття тутові шовкопряди і шовковиці розводилися на території Узбекистану, тому країна відома своїми барвисто візерунковими шовками і шовковою промисловістю. Саме в цій місцевості з'явилася спеціальна назва матеріалу «Хан-Атлас»[8][9].

## Історія сільського господарства

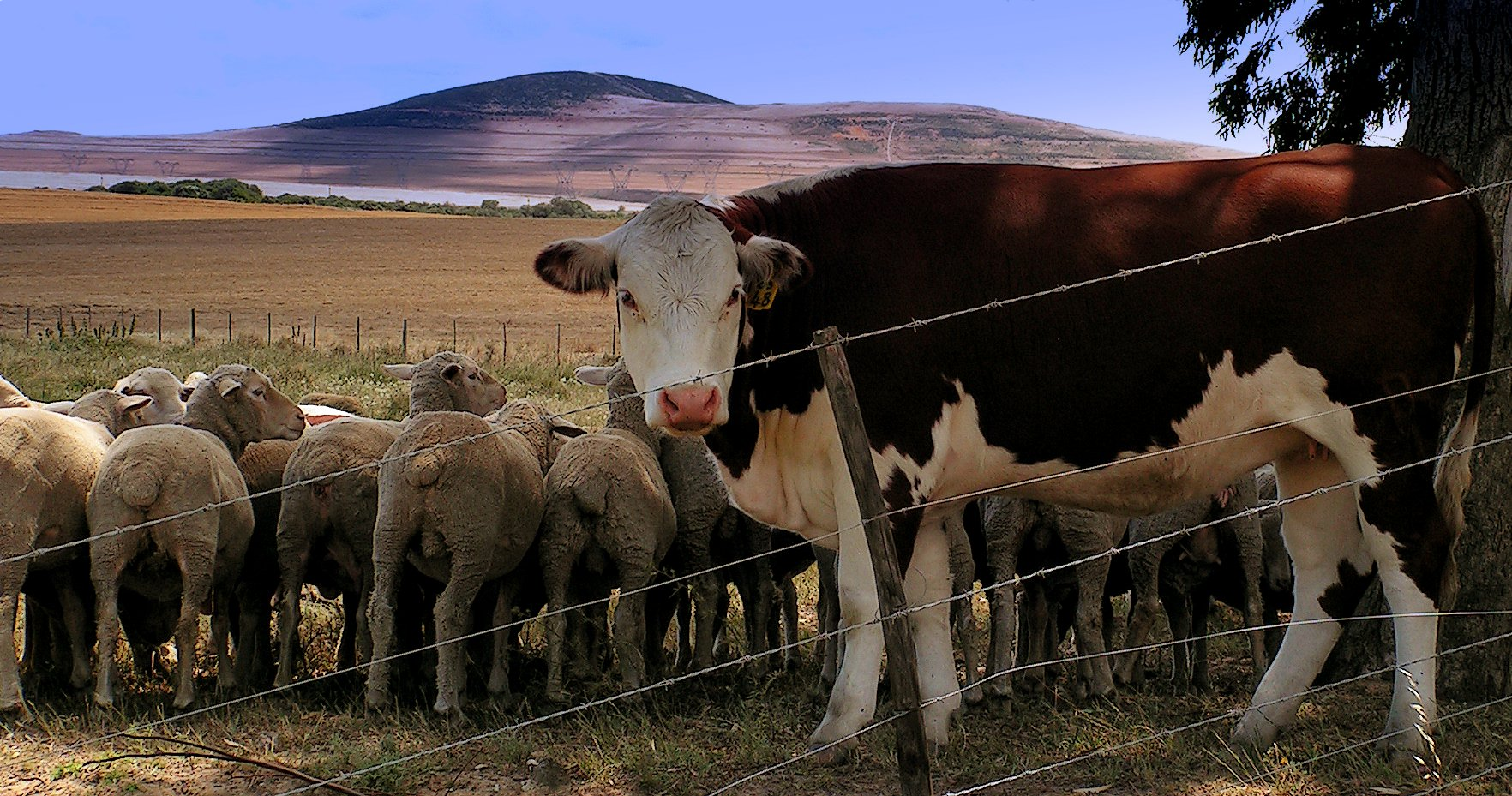
Домашні вівці і корови

- На початку 20-х років минулого століття всі роботи спрямовувалися на відновлення і розвиток промисловості. Аграрні потужності Туркестану використовувалися з урахуванням максимального використання її сировинних ресурсів. У ті часи індустрія Узбекистану була сталою і спрямованою на експлуатацію сільського господарства та природних ресурсів. Планувався розвиток бавовноочисної, маслобійной, шовкової, текстильної, виноробної та фруктоконсервної галузі промисловості. Так само планувалося будівництво фабрик і заводів з виробництва сільськогосподарських машин, мінеральних добрив, розвиток гірської, кам'яновугільної, нафтової галузі, а також енергетики[10].
- До 1991 року сільське господарство в Узбецькій РСР, як і у всіх інших республіках СРСР, організовувалося в подвійній системі, в якій великі колгоспи і радгоспи існували у симбіозі із квазі -приватним індивідуальним господарством. Процес переходу до ринкової економіки почався після набуття незалежності Узбекистаном. Після 1992 року відбулося утворення трьох типів господарств: традиційні присадибні ділянки перейменовані у «дехканські господарства» (узб. деҳқон хўжаликлари); великомасштабні колективні колгоспи і колишні радгоспи класифіковані як (узб. ширкаты) сільськогосподарський виробничий кооператив або корпоративні форми (акціонерні товариства, товариства з обмеженою відповідальністю, товариства); і нова категорія середніх селянських господарств або «фермер» (узб. фермер хўжаликлари) введені між невеликими дехканськими господарствами і великими ширкатами[11]. У 2006 році «фермери» користувалися 75 %ми посівної площі, у той час як «дехканські господарства»[12] користувалися 12,5 %ми, а різні корпоративні ферми контролювали решту 12,5 відсотків. Ситуація щодо худоби зовсім інша: 95 відсотків корів розводять у «дехканських господарствах», 4 % — в селянських господарствах, і лише 1 % — у корпоративних господарствах. «Дехканські господарства» виробляють 62 відсотки валової продукції у сільських господарствах, 32 % у селянських господарствах, і лише 6 відсотків у корпоративних господарствах[13].